# Saint-Sulpice-de-Cognac
Saint-Sulpice-de-Cognac is een plaats en voormalige gemeente in het Franse departement Charente in de regio Nouvelle-Aquitaine. Saint-Sulpice-de-Cognac telde op 1 januari 2021 1.183 inwoners en maakt deel uit van het arrondissement Cognac.

Saint-Sulpice-de-Cognac is per 1 januari 2024 gefuseerd met de gemeente Cherves-Richemont tot de gemeente Val-de-Cognac.

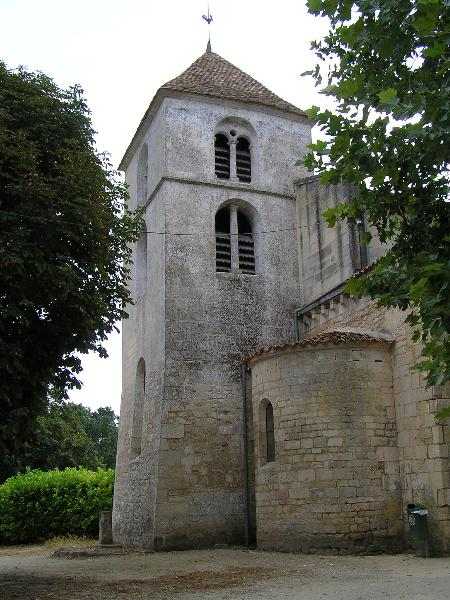
Kerk van Saint-Sulpice-de-Cognac
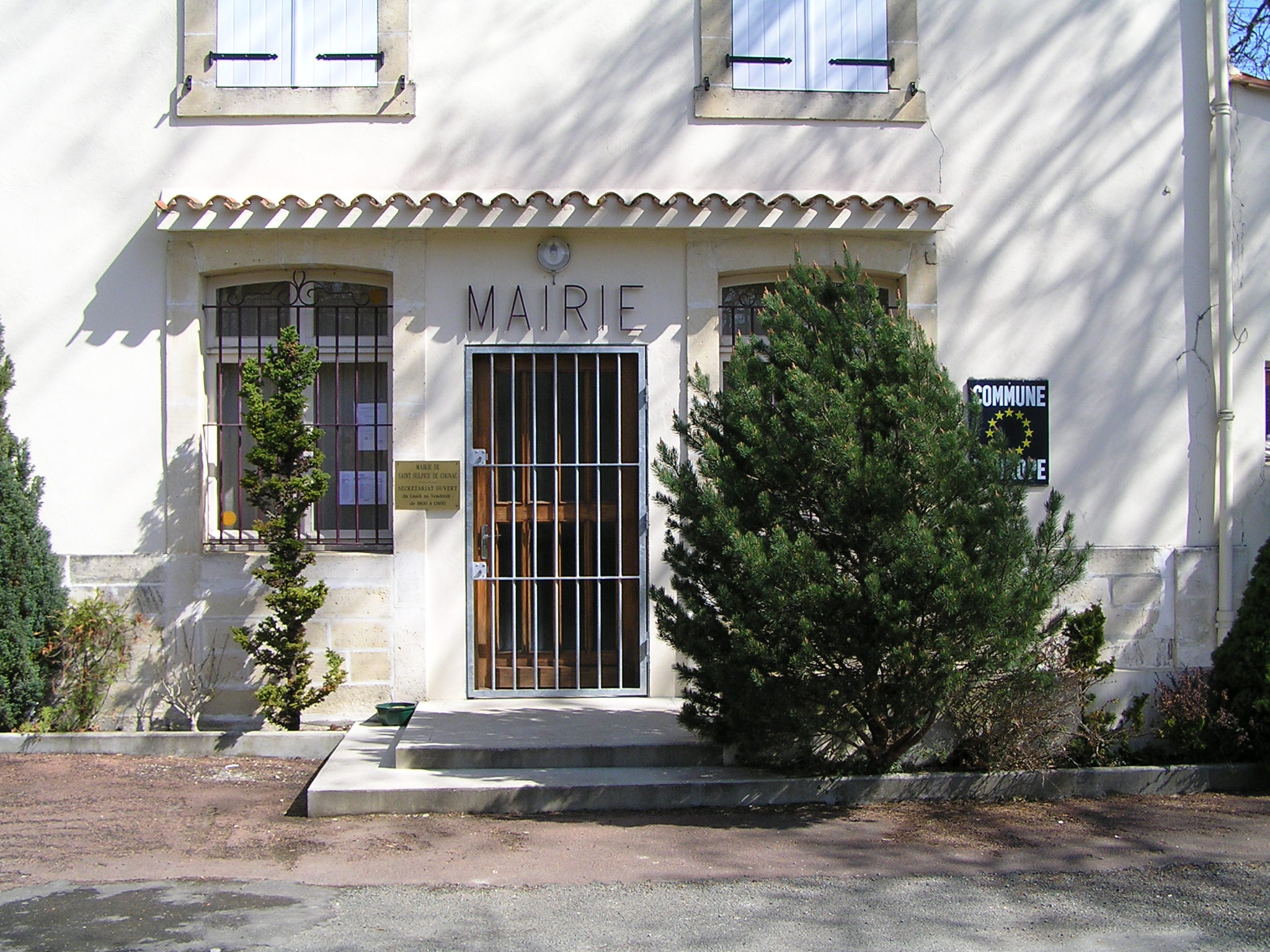
Gemeentehuis
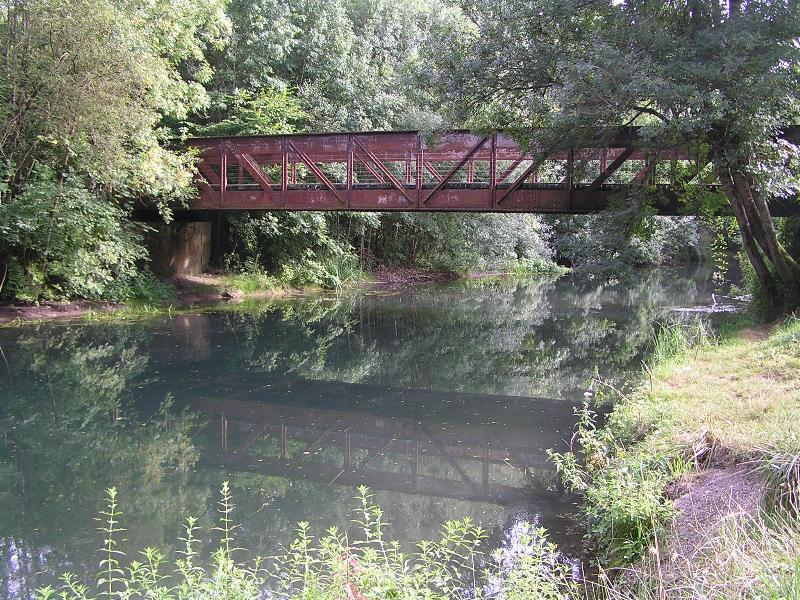
Landschap

## Geografie
De oppervlakte van Saint-Sulpice-de-Cognac bedroeg op 1 januari 2021 23,82 vierkante kilometer; de bevolkingsdichtheid was toen 49,7 inwoners per km².
De onderstaande kaart toont de ligging van Saint-Sulpice-de-Cognac met de belangrijkste infrastructuur en aangrenzende gemeenten.

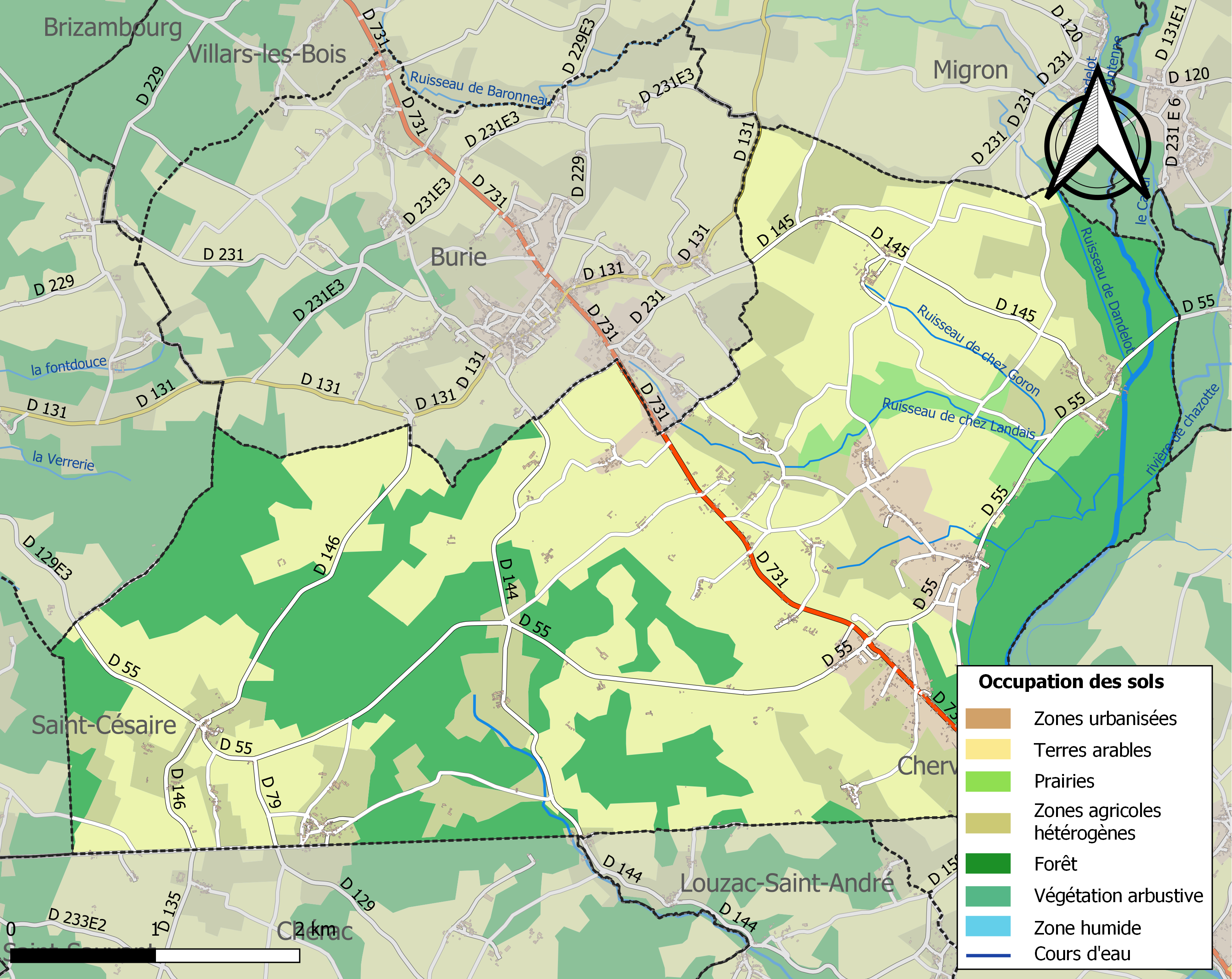

## Demografie
Onderstaande figuur toont het verloop van het inwonertal.